# The Lady and the Monster
Doamna și Monstrul (titlu original: The Lady and the Monster) este un film SF american din 1944 regizat de George Sherman. În rolurile principale joacă actorii Vera Ralston, Richard Arlen, Mary Nash, Sidney Blackmer.

## Distribuție
- Vera Ralston ca Janice Farrell
- Richard Arlen ca Dr. Patrick Cory
- Erich von Stroheim ca Prof. Franz Mueller
- Helen Vinson ca Chloe Donovan
- Mary Nash ca Dna. Fame, menajeră
- Sidney Blackmer ca Eugene Fulton
- Janet Martin - cântăreț la cadenea
- William Henry ca Roger Collins
- Charles Cane ca Dl. Grimes
- Juanita Quigley ca Mary Lou
- Josephine Dillon ca bunica lui Mary Lou
- Antonio Triana - în rolul său
- Lola Montes - în rolul său